# 全日空61便ハイジャック事件
全日空61便ハイジャック事件（ぜんにっくう61びんハイジャックじけん）は、1999年（平成11年）7月23日に東京都大田区の東京国際空港（羽田空港）で発生したハイジャック事件。
飛行中の全日空61便のコックピットに男が侵入し、機長を刺殺して操縦を図った、日本におけるハイジャックで人質に死者が出た初めての事件である。犯人は副操縦士や乗務員らに取り押さえられ、2005年に無期懲役が確定した。

## 事件当日のNH61便
- 使用機材：ボーイング747-481D
  - 機体記号：JA8966[注釈 1]（1995年12月導入、2014年1月に退役後、テューペロにて解体）
- コールサイン：ALL NIPPON 61（オール・ニッポン 61）
- フライトプラン：羽田空港発新千歳空港行
- 乗務員
  - コックピットクルー
    - 機長A（当時51歳）
    - 副操縦士（当時34歳）

  - 客室乗務員：12名
- 乗客：犯人1名・デッドヘッド数名を含む503人

## 事件概要
1999年（平成11年）7月23日午前11時23分、羽田空港発新千歳空港行きの全日本空輸61便（B747-481D）は乗員14人・乗客503人の計517人を乗せて羽田空港を離陸した。離陸直後、搭乗していた男（当時28歳、以下「犯人」と表記）が大声を上げながら立ち上がり、客室乗務員に包丁を突きつけ、コックピットへ行くよう指示。11時25分、機長より地上管制に「ハイジャック発生」の緊急通報が発せられた。犯人はコックピットへ侵入したあと、横須賀への飛行を指示し、機長らは指示に従い南西方向へ変針した。なお、このときに犯人は「高度3,000フィート (910 m)に降下しろ」と要求していたため、機長らは航空管制官に「3,000フィートへ降下する」旨を報告してから降下に入った。高度900mは軽飛行機やヘリコプターが飛行しているような低空であり、一歩間違えれば空中衝突による大惨事に発展していた可能性もある。61便は木更津上空を通過して横須賀方面を経由し、犯人は続けて伊豆大島方面への飛行を指示した。
午前11時38分、犯人は副操縦士をコックピットの外へ追い出して扉を閉め、機長と2人でコックピット内に留まった。11時45分には対策本部が設置された。
午前11時47分、61便は横須賀東方付近の上空に到達。三浦半島上空を通過して相模湾上空に入る。犯人は一旦大島方向に南下するコースを指示した。このとき、偶然にも伊豆大島付近を飛行中だった小型機のパイロットと乗客が、自機よりはるかに低い高度を飛行中の61便を目撃している。大島付近に到達すると、犯人は目的地を横田基地へと変更して変針するよう指示するとともに、機長に対して自分に操縦を行わせるように要求した（なお、犯人は針路変更などの指示において専門用語を用いていた）。機長は要求に対して男をなだめようと試みたが、11時55分、犯人は機長を包丁で刺して殺害したあと、自ら機体を操縦しようと試み、操縦席に座って実際に操縦行為を始めた。
61便は北に変針して神奈川県上空を降下しながら北上、横田基地付近で急旋回して南下を始めるとともに急降下するなど迷走飛行を行う。急速に高度を下げたことから対地接近警報装置（GPWS）が作動。操縦室前で様子をうかがっていた副操縦士と千歳出発便の乗務のためデッドヘッド（非番）で乗り合わせていたエアバス機の機長（2006年に定年前退職）は、それを聞いて危険を感じ、他の乗務員らと協力してドアを破って操縦室内に突入。包丁を抱えた犯人を引きずり出し、取り押さえて座席に拘束した。エアバス機の機長が操縦桿を握って機体のコントロールを奪還、機体を急上昇させて高度を確保した。この際に失速警報装置が作動している。機長が刺殺される前に予め出力を維持する設定をしていたことが、間一髪の墜落回避に寄与したとされる。
午後0時3分、副操縦士より犯人を取り押さえた旨と機長が刺傷されたことを伝える連絡が入る。副操縦士の操縦により61便は羽田へ引き返し午後0時14分に緊急着陸した。男は警視庁に引き渡されたが、機長は乗客として搭乗していた医師により機内で死亡が確認されたほか、乗客らは滑走路に移動させたバスで空港ビルに向かった。犯人が取り押さえられる寸前には機体は2分間に500m以上も高度を下げ、もっとも低くなったときには、高度200mという超低空飛行状態であった。仮に以降もそのまま降下を続けた場合、八王子市南部の住宅街に墜落しただろうと推測されている。墜落した場合は、乗員乗客のみならず地上にいた多数の市民も巻き添えになった可能性が高く、日本航空123便墜落事故の死者520人を超える日本の航空史上最悪の大惨事になり得た。
事件当日犯人は、JAL機で羽田 ⇔ 大阪伊丹間を1往復し、復路到着後の61便への乗り継ぎ搭乗時に（犯人自身が指摘した通り）、手荷物検査をやり過ごして凶器（刃物）を機内に持ち込むことに成功し、犯行に及んだと推定されている。警視庁捜査一課と東京空港署特捜本部の調べによると、この際に犯人は機内でコックピット内を見学し、専門用語を使って操縦方法を機長に質問していたことが判明しており、特捜本部は犯人がコックピットの下見をしていた可能性が高いとみられる。
犯行の際に購入した航空券は有効期限内であれば予約変更が自由である普通（ノーマル）運賃であり、旅行会社窓口で手配が行われた。凶器を持ち込むために利用した羽田発伊丹行の予約では当時地下鉄サリン事件で特別手配中だった高橋克也と同名の「タカハシ・カツヤ」の偽名を使用し、羽田発新千歳行には当時広島東洋カープの投手であった佐々岡真司の名を騙った。不審に思った従業員が購入時の電話番号に連絡すると、カープの球団事務所へ繋がったという。なお、本来は事件発生前日の7月22日に決行予定であった。「北海道へ1人旅に出かける」と親や精神科医に偽っていたが、父親が複数枚の航空券を、母親が凶器などの入ったバッグをそれぞれ自宅内で発見したことによって犯人の目論みが狂い、1日遅れの凶行となっている。
犯行前日（当初の決行日）に羽田空港のカウンターで61便よりも出発時間が10分早い羽田発那覇行のNH83便に空席があることが分かり、同便の搭乗券も購入したが、乗り継ぎ時の工作に手間取って乗り遅れたため、61便への搭乗となった。これとは別に、NH851便（羽田発函館行）の航空券も購入し、犯行当日に61便とは別にチェックインを行ったことが判明している。

## 犯人について
事件の1カ月前に羽田空港（現・羽田空港第1ターミナルビル）の構造図により、制限区域（手荷物検査場のチェックを経たゲートラウンジ（出発口）・到着ロビー）内で、羽田到着便から別の出発便へ乗り換える際の手荷物・所持品検査に関わる警備上の欠陥を発見した。
その欠陥は、羽田空港ターミナル（現・羽田空港第1ターミナル）で働く職員が使用する階段で、これを使えば1階到着ロビーから2階制限区域内に手荷物検査を通らずに移動することができた。その階段には鍵がかけられておらず、扉の前に注意書きがあるのみで、警備員や防犯カメラは設置されていなかった。
実際に熊本行きの搭乗券を購入し、乗客として制限区域内で欠陥点を確認し、それを指摘する文書を当時の運輸省・全日空・日本空港ビルデング・運輸省航空局東京空港事務所・東京空港警察署ら関係箇所と大手新聞社など6カ所に宛てて送付した。関係箇所に対しては併せて自身を警備員として採用するように求めたが、空港側から1回返答の電話があっただけで、採用は断られて提言も無視された。
事件発生後の報道によれば、犯人は東京都江戸川区出身で、武蔵中学・高等学校を経て、一浪して一橋大学商学部に入学したという。もともと鉄道マニアで鉄道研究会に所属するが、学園祭での提案が流れてからは航空へと興味が傾き、羽田で航空貨物の荷役（グランドハンドリング関係）のアルバイトを経験する。1994年（平成6年）3月に卒業し、第1志望だった航空会社（全日空）ではなく、大手鉄道会社であるJR貨物に総合職で入社した。しかし、広島や大阪での単身赴任生活や仕事上のミスなど心身的な不安が募り、1996年（平成8年）秋に無断欠勤を起こしそのまま失踪状態に陥った。
その後、都内の実家に戻るも引きこもり生活となる。1998年（平成10年）春ごろから、家族の勧めもあり複数の精神科クリニックを受診、統合失調症や心因反応と診断され、抗鬱剤SSRIやSNRIが大量に処方されていた。その内容は、プロザック（日本において現在も未承認）13週間分、パキシル15週間分、エフェクソール（2010年時点で日本未承認のSNRI）9週間分、ルボックス2週間分のほか、ランドセン（抗てんかん薬）10週間分であった。その後、服薬などの方法で自殺未遂を繰り返したため、同年秋に家族が警察署に相談し、警察の職権で約2か月間の措置入院（精神保健福祉法29条による入院）がなされることとなる。退院後も大量の抗精神病薬の投与を受けていたとされている。
犯行の動機について「宙返りやダッチロールをしてみたかった」「レインボーブリッジの下をくぐってみたかった」などと述べたうえ、「Aが言うことを聞かないので頭にきて刺した」と供述した一方、「機長の心に向かって、疲れていませんかと問いかけたら、疲れている、と答えたため楽にしてあげようと思い刺した」と発言するなど言動が支離滅裂だったとされている。警視庁捜査一課の調べで、犯人は横田基地に着陸させた後に自殺するつもりだったことが判明している。調べに対して、犯人は「フライト・シミュレーション（模擬操縦）ゲームで十分な訓練を積んだので、自分で着陸まで操縦できる。航空機の安全性が高いことも、ハイジャックすることで証明したかった」などと供述し、捜査一課は仮想と現実の区別がつかない状況で、自殺覚悟の強固な操縦願望が機長の殺害に発展したとみている。
東京地方検察庁は精神鑑定を実施後、刑事責任能力を問えると判断して犯人を殺人罪とハイジャック防止法違反（航空機強取等致死）、銃刀法違反、威力業務妨害の罪で起訴した。

## 刑事裁判
1999年（平成11年）12月20日、東京地裁（大渕敏和裁判長）で初公判が開かれ、罪状認否で被告人は「間違いございません」と述べて起訴事実を認めた。冒頭陳述で検察官は「航空機事情に精通していることを社会に顕示し、世間に強い衝撃を与えることが動機だった」と指摘した。一方、弁護人は「犯行当時の責任能力を争う。被告は心神喪失または心神耗弱だった」と主張した。
同日の公判で被告人は、罪状認否で起訴事実を認めた後、「アウシュビッツと変わらない収容所にいますので裁判官と弁護士3人が頼りです。事件前にどうのこうの言うのもあれでございますけど、検察サイドがこのようなとんでもないとは思わないものですから……」と支離滅裂な発言をしたため、裁判長から「細かいことはともかく起訴事実については」と再度質されることとなった。また、検察官が実況見分調書に添付した事件の写真を提示すると「死刑で結構ですから、もう」と述べて被告人席に座るなど終始落ち着きのない行動を繰り返した。
2000年（平成12年）6月19日、弁護人は「被告は事件当時、強固な自殺願望に支配され、病的な精神状態にあった。服用していた抗うつ剤の副作用の可能性がある」として東京地裁に精神鑑定を請求した。
2001年（平成13年）5月31日、東京地裁は弁護人が請求した精神鑑定を実施することを決めた。以降の公判で精神鑑定は2回行われており、1回目はアスペルガー障害、2回目は抗鬱剤による影響と鑑定が出されている。
2002年（平成14年）11月18日、1年半ぶりに審理が再開され、被告人をアスペルガー障害と判断した精神鑑定書が東京地裁に提出された。
2003年（平成15年）1月31日、検察官は、鑑定人が被告人の責任能力の有無に言及しなかったため、2回目の精神鑑定を東京地裁に請求した。
2003年（平成15年）3月7日、東京地裁は検察官の請求を受けて被告人の刑事責任能力を調べるため、2回目の精神鑑定を実施することを決めた。
2004年（平成16年）3月1日、被告人について「事件当時は判断力が著しく劣った心神耗弱だった」とする精神鑑定書が東京地裁に提出された。
2004年（平成16年）9月29日、論告求刑公判が開かれ、検察官は被告人の刑事責任能力を認定した上で「機長という航空機の航行にとって必要不可欠な人物が殺害された、ハイジャック史上まれにみる悪質な事件だ」として被告人に無期懲役を求刑した。
2004年（平成16年）12月3日、最終弁論が開かれ、弁護人は「被告は強度の鬱状態で、薬物治療で攻撃性が強まった」とした上で「単独で操縦してレインボーブリッジをくぐる計画は、異常な思考によるものだ」として心神喪失または心神耗弱による減軽を求めて結審した。
2005年（平成17年）3月23日、東京地裁（安井久治裁判長）で判決公判が開かれ、事件当時、被告人が抗鬱剤による心神耗弱状態にあったとした上で「航空機を市街地に墜落させて大惨事を引き起こした可能性も高く、史上類を見ない危険な犯罪だ」として検察官の求刑通り無期懲役の判決を言い渡した。
この判決に対し、検察側と弁護側の双方が控訴しなかったため、無期懲役の判決が確定した。

## 各対応

### 事件当日のマスコミの対応
- テレビ報道では、午前11時40分すぎに第一報が各局のニュース速報で流れた。NHKは午後0時40分まで正午のニュースを延長して報道[51]、着陸後は機内のスカイビジョンでも受信・放映された。
- NNN24は第一報から午後1時ごろまで特別編成で羽田空港の中継映像などを継続して放送した。
- 一般乗客が未だ機内に滞留されていた午後0時45分の「すずらん」再放送時のオープニング場面で機長の死亡を伝えるニュース速報が流れ、機内に乗り合わせていた複数の報道関係者が撮影したビデオや一般乗客へのインタビューにより、着陸後の乗客の動揺が広がる様子が新聞やニュース番組などでルポされている[9]。
- 61便にはフジテレビ「とくダネ!」リポーターの緒方昭一が搭乗しており、当日のフジテレビのニュースでは緒方リポーターによる事件当時の機内の様子などの証言が放送された。

### 容疑者の実名報道
事件発生直後の時点でマスコミが犯人の異常行動あるいは精神科入院・通院歴を把握し、刑事責任能力の是非から実名報道が各社足並みを揃えて見合わされる事態となった。しかし、産経新聞は同月27日の朝刊1面で「重大な犯罪である」とことわりを併載した上で、犯人（容疑者）の実名を記事中に掲載し、同日夕刊にはあわせて顔写真が掲載された（当初、ウェブサイトには掲載しなかった）。これ以降、タブロイド紙や週刊誌などで早々と実名掲載したうえでさまざまな記事が掲載され、全国紙や通信社配信記事でも刑事公判時には実名掲載が行われるようになった。

### 被害者・遺族への対応
- 殉職した機長に対しては、警視総監賞や勲四等瑞宝章の叙勲、内閣総理大臣小渕恵三（当時）から内閣総理大臣顕彰が、運輸大臣川崎二郎（当時）から運輸大臣表彰が行われた[53][54]。また現在でも、機長の命日となった7月23日午前11時54分にはANA社内で全職員による1分間の黙祷がささげられる。
- この事件で殺害されたことについて「業務上の被災である」として機長の遺族が労働災害を申請し、2000年（平成12年）1月26日に大田労働基準監督署から「乗客・乗員を守るという機長本来の職務中に被災した」として労災と認定された。日本におけるハイジャック事件の被害者に対する初の労災認定事例である。
- 日本で発生したハイジャック事件で犯人を除く乗員・乗客計516人は人質の数としては最多である。
- 機長の母校である立教大学では、事件翌年に機長を讃えて池袋キャンパスにてハナミズキが記念植樹された。また、2001年には遺族らにより、記念としてチャペルに説教壇が奉献された[55]。

### 空港警備上の対応
- この事件を受け、運輸省航空局は、犯人が指摘した羽田空港（第1旅客ターミナル）の「警備保安上の問題点」について急遽臨時予算を投じて対応するとともに警備を強化し、全国の空港でも同様の保安上の問題点がないかどうかについての調査・対策を行った[56][57]。羽田空港における到着ロビーの改修工事（逆流防止工事）は、事件2か月後の9月29日に完了した[58]。
  - おもな対策としては、保安検査場の金属探知機感度の引き上げや、盲点となった1階到着ロビー（受託手荷物返却場）入場後の2階ゲートラウンジ（出発口）への後戻りができないよう、自動改札機に似た逆流防止ゲート（「進入禁止」の標識があり、逆戻りすると警報音が鳴る）の設置とその付近で監視する警備員の配置がある。これにより、「61便の搭乗手続・セキュリティチェックを経て入場したゲートラウンジから到着ロビーの受託手荷物返却場へ向かい、伊丹からの乗り継ぎ到着便の受託手荷物に入れた凶器を取り出してゲートラウンジへ逆戻りすることでセキュリティチェックを免れて搭乗する」という犯人が実践した手段をとることは不可能となった。
また、それまで機長の裁量で認められてきたコックピットへの一般乗客の見学・立ち入りを禁止し[注釈 9]、当時18空港しか設置されていなかった受託手荷物検査時のX線透視検査装置を、対テロ対策の促進と合わせ全国のローカル空港や定期運航路線のある離島飛行場への追加導入を進めたことなどが挙げられる。
- 当事者となったANAは現在、搭乗する際のチェックインは2次元バーコードでの読み取りとしている。このチェックインでは入場の際のセキュリティチェックで使用した2次元バーコードと必ず同じものを使用しなければならない。もし、異なる2次元バーコードを使用した場合はチェックイン機で警報音が鳴り、入場時のセキュリティチェックを受けていないものとみなされて搭乗することができない。ANAもセキュリティチェックインで使用した2次元バーコードの紛失や誤用を防ぐため、マイレージクラブカード（ANAカード,マイレージアプリを含む）や携帯電話・スマートフォンの2次元バーコードを用いてのセキュリティ通過・チェックインも可とし、カウンターでも利用客からの申請がなければ特に2次元バーコードを発行しないこととしている。[59]
- 2004年（平成16年）に供用開始した羽田空港第2旅客ターミナル（本事件当事社であるANAが専ら利用）では、出発ゲート（地上2階=到着ゲートのM2相当）と到着ゲート（地上1.5階部分）、ランプバス出発待合室および手荷物返却場・到着ロビー（地上1階）の3層構造とし、ボーディングブリッジを用いる搭乗口では各ゲート階へ通じる緩やかなスロープ型の通路2本がくの字型に設置され、通路前にある扉の開閉により流入をコントロールしている（第1旅客ターミナルや地方空港に見られる従来の搭乗口に出る形式ではない）。2010年（平成22年）竣工の新国際線ターミナル（現・第3旅客ターミナル）でも同様の構造がとられている。また、後に福岡空港でも国内線ターミナルで大幅な改修が行われた際にも第2旅客ターミナルビルに見られる搭乗者と降機者の動線を完全分離する形を取っている。
- ただし、前述のとおり、犯人が犯行前の同年6月中旬に保安構造についての改善と自身を警備員として雇用を求める投書を送付したことについて、運輸省（当時）側は民間航空会社との会議の結果、以後対応せずに旅客ターミナルの管理主体である日本空港ビルデングや航空会社など民間側へ丸投げし、受任した民間側もコストを理由に対応しかねていた（放置した）事実が、読売新聞東京本社社会部が2002年（平成14年）に情報公開請求して開示された資料で判明し、5月12日付朝刊でスクープされた。事件が未然に防げた可能性があるとして、各社の対応のずさんさが改めて露呈した。

### その他
- ANAグループでは、この事件と全日空機雫石衝突事故が発生した7月を、「航空安全推進・航空保安強化月間」として定めている[60]。
- また、このハイジャック事件では、死亡した機長を含むクルーたちは航空業界最高の賞とされるポラリス賞を受賞した。
- 墜落回避に貢献したエアバス機の機長は、社会貢献支援財団から表彰された[17]。

## 関連人物
- 浜田省吾 - シンガーソングライター、ロックミュージシャン。北海道キロロリゾートでの野外ライブのため、61便に搭乗したスタッフとバンドメンバーがハイジャックに遭遇した。浜田本人は前日に北海道入りしていて難を逃れた。当日のライブでは、殉職した機長に対してステージ上で黙祷が捧げられた。
- 古矢徹 - エディター、ライター。61便に乗り合わせ、事件に巻き込まれた。
- 川村隆 - 日立製作所副社長（のちに社長、会長）。札幌出張のため搭乗中だった。エアバス機の機長のマニュアルに違反（当時のハイジャックへの基本の対応は「犯人の言うことを聞く」）していたという行動によって助かったことから、緊急事態では自分で考え自分の責任で行動する「ラストマン（最終責任者）[注釈 10][61]」の意識を強く持つようになった[62][63]。
- 青島広志 - 作曲家。61便に乗り合わせ、事件に巻き込まれた。事件後、テレビのインタビューに応じている姿が放映された[64]。
- 東野智弥 - 現日本バスケットボール協会技術委員長。当時車いすバスケットボール男子日本代表アドバイザーとして札幌に行く際当便に居合わせた。